# Мелікян Грачик Спиридонович
Мелікян Грачія (Грачик) Спиридонович (1913, Тбілісі — липень 1941, Могильов) — вірменський радянський композитор.

## Біографія
Народився у родині вірменського композитора і музикознавця-етнографа Спиридона Мелікяна.
У 1933–1935 роках навчався в Музичному технікумі імені Гнесіних по класу композиції у М. Ф. Гнесіна. У 1940 році закінчив Московську консерваторію по класу композиції у В. Я. Шебаліна. Отримав розподіл викладачем в Єреванську консерваторію, але у зв'язку з початком Німецько-радянської війни був призваний на армійську службу. Загинув у липні 1941 року в боях під Могильовим.

## Твори
Для симфонічного оркестру:
- Сюїта (1935)
- Прелюдія і фуга (1936)
- Поема «Давид Сасунський» (1939–1940)

Камерні твори:
- Струнний квартет (1938)
- П'єси для скрипки і фортепіано (1936)
- Соната для віолончелі і фортепіано(1937)
- Сюїта для двох фортепіано (1934)
- Прелюдія для фортепіано (1935)